# The Bachelor's Club
The Bachelor's Club er en britisk stumfilm fra 1921 af A. V. Bramble.

## Medvirkende
- Ben Field som Peter Parker
- Ernest Thesiger som Israfel Mondego
- Mary Brough som Mrs. Parker
- Sydney Fairbrother som Tabitha
- Arthur Pusey som Paul Dickray
- Margot Drake som Jenny Halby
- James Lindsay som Eliot Dickray
- Sidney Paxton som Caleb Twinkletop
- A.G. Poulton som Edward Halby
- Arthur Cleave som Warlock Combs
- Dora Lennox
- Jack Denton som Mandeville Brown
- Alice De Winton